# Törzs (zenekar)
A Törzs egy magyar instrumentális posztrock zenekar. Legutóbbi lemezüket az Aggteleki-cseppkőbarlangban vették fel, a Tükör lemezt egy német és egy amerikai lemezkiadó is kiadta. A budapesti zenekar a Carbovaris három tagjából alakult 2014-ben.

## Története
A debütáló anyaguk a Magasra fel című hangulatfilmből és a hozzá tartozó filmzenéből áll, amit a Bem Moziban adtak elő első koncertjükön 2015-ben. Első lemezüket a Phenom'enon zenei magazin az év legjobb magyar lemezei közé választotta. A filmvetítés mellett élő koncerttel adták elő a lemez számait teltház előtt. Ketten című kislemezük megjelenése után egy saját szervezésű szabadtéri koncertet adtak a Csillebérci Szabadidő Központ erdős részén.
A zenekar második lemeze 2016. szeptemberben jelent meg, a Földön címet viseli. A lemezt közösségi finanszírozással valósították meg, ahol a támogatók több, mint 1000 eurót dobtak össze az új album megvalósítására.
A zenekar fennállása során olyan külföldi zenekarokkal játszott együtt, mint a God Is an Astronaut, We Lost The Sea, Stoned Jesus, Föllakzoid, Aiming for Enrike, Blankenberge, Halocraft és Gggolddd.
2022-ben a zenekart jelölték a HEMI Music Awards-ra.

## Tükör (2019)
A zenekar harmadik lemezét 2019. októberében jelent meg, a Tükör címet viseli. Több nemzetközi kiadó is érdeklődött a kiadás kapcsán. Az amerikai A Thousand Arms kiadó vállalta a lemez digitális terjesztését az Egyesült Államokban. A német Golden Antenna Records pedig a lemezből több száz példány bakelit lemez gyártását és terjesztését vállalta, ennek megjelenése 2020. január 10. Mindkét kiadó a posztrock szcénán belül jól bejáratott, komoly kiadónak számít.
A harmadik lemez komoly  visszhangot keltett a nemzetközi posztrock szcénában. A zenekar a lemezt élőben vette fel az Aggteleki Nemzeti Parkban található Baradla-barlangban. Az erről készült 42 perces film erős vizuális megjelenése több külföldi magazin érdeklődését is felkeltette.

## Tagok
- Balázs Soma - gitár
- Nyitray Dániel - basszusgitár
- Szijártó Tamás - dob (2024-)

## Korábbi tagok
- Lehoczky Zsombor - dob (2014-2023)
- Delov Jávor - dob (2023-2024)

## Diszkográfia
- Magasra fel (2015)
- Földön (2016)
- Tükör (2019)
- Menedék (2025)